# جيمي لوبيز
جيمي لوبيز (بالفنلندية: Jimmy López)‏ هو ملحن فنلندي، ولد في 21 أكتوبر 1978 في ليما في بيرو.

## وصلات خارجية
- الموقع الرسمي
- جيمي لوبيز على موقع IMDb (الإنجليزية)
- جيمي لوبيز على موقع ميوزك برينز (الإنجليزية)
- جيمي لوبيز على موقع ديسكوغز (الإنجليزية)